# To Be Human
"To Be Human" é uma canção gravada pela cantora australiana Sia com o cantor inglês Labrinth para a trilha sonora do filme de 2017 da Mulher-Maravilha. Ele foi lançado como um single em 25 de maio de 2017, pela WaterTower Music.

## Composição
"To Be Human" é um ballad; alguns críticos acreditavam que reflete o núcleo da relação entre a Mulher-Maravilha de Gal Gadot e Steve Trevor de Chris Pine. Liricamente, a canção expressa o amor que pode vencer todas as adversidades. Ela é a única música não-instrumental no álbum da trilha sonora.

## Recepção da crítica
No Rolling Stone, Brittany Spanos refletindo com o single "cinematográfico" , Sia "criou uma varredura, um momento musical épico". Lauren Tom para Billboard escreveu, "poderosa canção de Sia reflete a mensagem subjacente do filme", observando a cantora "canaliza sua Mulher Maravilha interior". Megan Davies em Digital Spy, opinou a música é um "poderoso hino novo". Randall Colburn do Consequence of Sound escreveu: "A trilha anêmica, é estimulante, obrigado a ressaltar um momento proposto entre Gal Gadot e o co-estrela Chris Pine".

## Paradas
| Paradas (2017)                                                                | Maior posição |
| ----------------------------------------------------------------------------- | ------------- |
| França (SNEP)                                                                 | 117           |
| Indonésia (Creative Disc)                                                     | 49            |
| Indonésia (Music Weekly Arquivado em 26 de maio de 2021, no Wayback Machine.) | 27            |
| Singapura (Music Weekly Arquivado em 26 de maio de 2021, no Wayback Machine.) | 18            |
| Estados Unidos (Anglo Monitor Latino)                                         | 12            |